# حيوان ثنائي التسنين

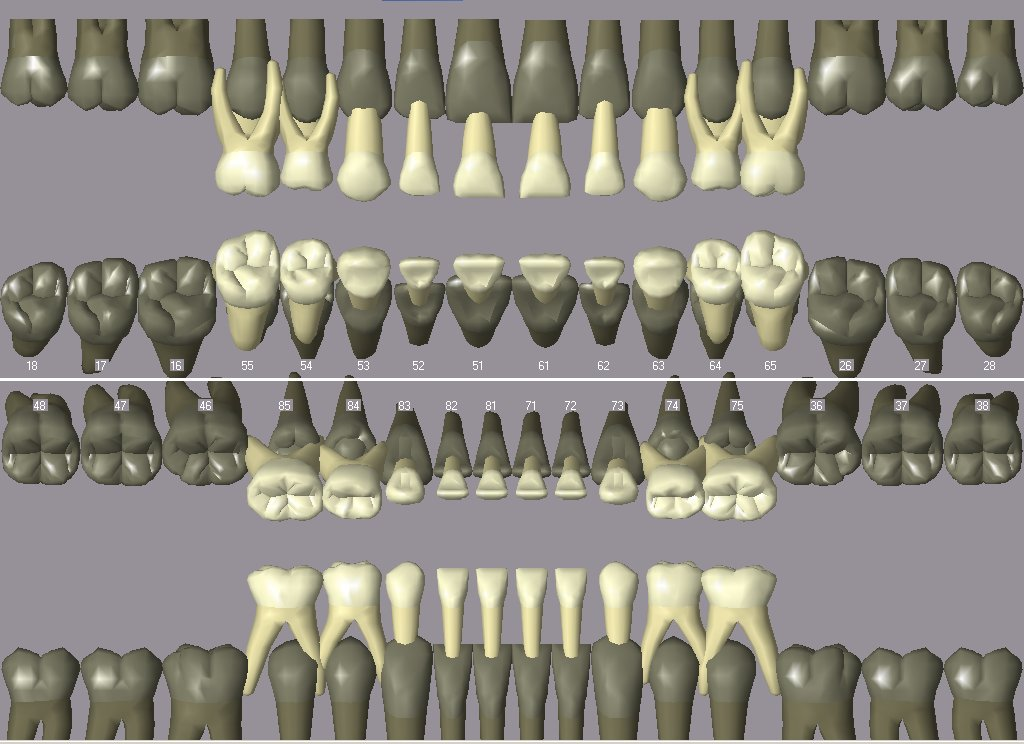

الحيوان ثنائي التسنين (بالإنجليزية: diphyodont)‏ هو حيوان له مجموعتان متتاليتان من الأسنان حيث تظهر في البداية مجموعة «الأسنان النفضية» ثم مجموعة «الأسنان الدائمة». ومعظم الثدييات ثنائية التسنين حيث أنها تحتاج إلى مجموعة قوية ومتينة وكاملة من الأسنان من أجل مضغ الطعام.
وتتعارض الحيوانات ثنائية التسنين مع الكائنات متعددة التسنين مثل العديد من أنواع الأسماك والتي يتم تبديل أسنانها بشكل دائم. كما تختلف الحيوانات ثنائية التسنين كذلك عن الحيوانات أحادية التسنين التي يكون لها مجموعة واحدة فقط من الأسنان والتي لا تتغير على مدار فترة نمو طويلة.
وفي الكائنات ثنائية التسنين يختلف عدد الأسنان التي يتم استبدالها من نوع إلى آخر. وفي البشر يتم استبدال مجموعة الأسنان النفضية أو «الأسنان اللبنية» بمجموعة جديدة كاملة مكونة من اثنتين وثلاثين سنة من أسنان البالغين. وفي الأرانب، لا يتم استبدال القواطع الأمامية إلا أنه يتم استبدال القواطع الخلفية الأصغر حجمًا.
وتختلف خراف البحر والفيلة عن معظم الثدييات الأخرى لأنها متعددة التسنين.
وعندما يتعلق الأمر باستبدال الأسنان في الكائنات ثنائية التسنين، لا نعلم الكثير حول آليات التطوير التي تنظمها. ويتم استخدام الزبابة المنزلية Suncus murinus، حاليًا لدراسة استبدال الأسنان النفضية في الكائنات ثنائية التسنين من خلال الأسنان الدائمة الإضافية.